# Memnonia attenuatus
Memnonia attenuatus är en insektsart som beskrevs av Shaw 1932. Memnonia attenuatus ingår i släktet Memnonia och familjen dvärgstritar. Inga underarter finns listade i Catalogue of Life.